# Башня Сеэгитагуне
Башня Се́эгитагуне (эст. Seegitagune torn, «Башня за богадельней») — несохранившаяся башня крепостной стены города Таллина (Эстония).
Башня находилась на ныне озеленённом участке улицы Нунне между Вышгородом и Нижним городом, на том месте, где сейчас расположена скульптура «Косуля» Яана Коорта, между надвратной башней Пикк-Ялг и башней Саунатагуне.

## История
Башня была возведена примерно в 1450 году. Её диаметр составлял 6,8 метров, а высота 16,5 метров.
В XIX веке башня Сеэгитагуне была разрушена.